# Shibei (socken i Kina, Sichuan)
Shibei (kinesiska: 石碑乡, 石碑) är en socken i Kina. Den ligger i provinsen Sichuan, i den sydvästra delen av landet, omkring 300 kilometer söder om provinshuvudstaden Chengdu. Antalet invånare är 7 818. Befolkningen består av 3 793 kvinnor och 4 025 män. Barn under 15 år utgör 22,0 %, vuxna 15-64 år 65 %, och äldre över 65 år 12,0 %.
Genomsnittlig årsnederbörd är 1 362 millimeter. Den regnigaste månaden är augusti, med i genomsnitt 270 mm nederbörd, och den torraste är december, med 21 mm nederbörd.